# Anommatus septemstriatus
Anommatus septemstriatus is een keversoort uit de familie knotshoutkevers (Bothrideridae). De wetenschappelijke naam van de soort werd in 1922 gepubliceerd door Edmund Reitter.